# Amegilla circulata
Amegilla circulata är en biart som först beskrevs av Fabricius 1781.  Amegilla circulata ingår i släktet Amegilla och familjen långtungebin. Inga underarter finns listade i Catalogue of Life.